# Język buriacki
Język buriacki (буряад хэлэн, buriaad helen) – język Buriatów, należący do podrodziny języków mongolskich. Większość użytkowników języka zamieszkuje w autonomicznej republice Buriacji na terenie Federacji Rosyjskiej. Oprócz odmiany używanej w Rosji istnieją również odmiany języka używane w Chinach i Mongolii.
Większość użytkowników języka buriackiego w Rosji posługuje się także językiem rosyjskim, który ma w kraju status urzędowego.
Bywa opisywany jako dialekt języka mongolskiego. Nie jest jednak dobrze wzajemnie zrozumiały z chałcha-mongolskim, służącym jako język urzędowy niepodległej Mongolii.

## Alfabet
Współczesny alfabet buriacki składa się z 36 liter.
| А а | Б б | В в | Г г | Д д | Е е | Ё ё | Ж ж | З з | И и | Й й | К к | Л л | М м |
| Н н | О о | Ө ө | П п | Р р | С с | Т т | У у | Ү ү | Ф ф | Х х | Һ һ | Ц ц | Ч ч |
| Ш ш | Щ щ | Ъ ъ | Ы ы | Ь ь | Э э | Ю ю | Я я |     |     |     |     |     |     |